# Ширшина, Галина Игоревна
Гали́на И́горевна Ши́ршина (род. 12 мая 1979, село Алакуртти, Кандалакшский район, Мурманская область, РСФСР, СССР) — российский политический и общественный деятель, глава Петрозаводского городского округа (2013—2015).

## Биография
Родилась 12 мая 1979 года в селе Алакуртти (Мурманская область) в семье военного и учительницы. В 1984 году семья переехала из Мурманской области в Петрозаводск.
С первого по девятый классы училась в средней школе № 10 Петрозаводска. Затем поступила в школу-колледж № 1, которую окончила в 1996 году. В том же году поступила в Карельский государственный педагогический университет на факультет психологии. В 1998 году начала работать в студенческом профсоюзе университета, а в 1999 году, будучи на третьем курсе, возглавила профсоюз. Оставалась председателем в течение пяти лет. В 2001 году окончила университет по специальности «Практический психолог. Преподаватель психологии» и начала трудовую деятельность в качестве ассистента межфакультетской кафедры психологии КГПУ. В 2003 году прошла по конкурсу на должность старшего преподавателя межфакультетской кафедры психологии.
В 2004 году, будучи председателем студенческого профсоюза, Галина Ширшина стала лауреатом проводившегося в с. Дивноморское г. Геленджика всероссийского конкурса профсоюзных лидеров вузов России «Студенческий лидер». В качестве приза за первое место Ширшина получила легковой автомобиль. После участия в конкурсе Ширшина завершила профсоюзную карьеру и продолжила работу на межфакультетской кафедре психологии. В КГПУ принимала участие в создании психологической службы вуза, которую и возглавила. В 2005 году назначена руководителем отдела по работе со студентами КГПУ, параллельно (с 2006 года) руководила курсовыми проектами на факультете технологии и предпринимательства и на факультете иностранных языков. В 2007 году, после обучения в заочной аспирантуре на кафедре психологии развития и образования Российского государственного педагогического университета имени А. И. Герцена (Санкт-Петербург), защитила кандидатскую диссертацию по специальности «Психология развития. Акмеология». Тема диссертационного исследования — «Профессионально-психологические проблемы преподавателей вуза (на примере преподавателей 40-60 лет)».
С 2004 года участвовала в политических проектах республиканского отделения партии «Яблоко», во время избирательных кампаний проводила психологические тренинги в избирательных штабах.
В 2010 году назначена заведующей кафедрой педагогической психологии Карельской государственной педагогической академии. В 2013 году, в связи с реорганизацией Карельской государственной педагогической академии путём присоединения к Петрозаводскому государственному университету в качестве структурного подразделения, уволилась и возглавила издательский дом «Губерния» в Петрозаводске.

## Глава Петрозаводского городского округа

На церемонии вручения грамоты о присвоении городу Петрозаводску почётного звания «Город воинской славы». Москва, Кремль, 22 июня 2015 года

На состоявшихся 8 сентября 2013 года выборах главы Петрозаводского городского округа получила 41,9 % голосов, опередив действующего градоначальника Николая Левина («Единая Россия»), получившего 28,9 % голосов. Некоторые политологи сочли победу кандидата-самовыдвиженца Галины Ширшиной следствием высокого антирейтинга Николая Левина, вызванного в том числе неопределённой позицией относительно поддержки действующего главы Петрозаводского городского округа со стороны Главы Республики Карелия Александра Худилайнена, традиционно оппозиционными настроениями петрозаводских избирателей и поддержки Галины Ширшиной в ходе избирательной кампании местным отделением партии «Яблоко».
11 сентября 2013 года Ширшина приступила к исполнению обязанностей главы Петрозаводского городского округа, став первой в истории Петрозаводска мэром-женщиной. Ширшина отменила инаугурационную церемонию вступления в должность как, по её мнению, излишнюю и требующую неоправданных расходов бюджетных средств.
Среди первых решений Ширшиной на посту главы Петрозаводска была отмена выходных пособий (так называемых «золотых парашютов») городским чиновникам и депутатам Петросовета, снижение платы за проезд в общественном транспорте с 17 до 10 руб., еженедельные видеоотчёты о деятельности городских властей, проведение интернет-голосований и публичных слушаний по актуальным городским вопросам.
25 декабря 2015 года депутаты горсовета Петрозаводска проголосовали за досрочное прекращение полномочий Ширшиной. Глава Карелии Александр Худилайнен выразил согласие с этим решением. Ширшина оспорила решение депутатов в городском суде Петрозаводска, попросив суд затребовать в городской администрации документы, которые бы свидетельствовали о том, что на посту мэра не исполняла свои обязанности по руководству городским хозяйством. После того, как суды двух инстанций не удовлетворили её ходатайство, Ширшина обжаловала свою отставку в президиуме Верховного суда Карелии и заявила о намерении опротестовать своё увольнение в Верховном суде РФ. В июле 2016 года обращалась в Верховный суд России, чтобы опротестовать решение карельских судов, признавших законной её отставку.
В 2015 году конфликт с главой республики Карелия Александром Худилайненом получил широкий общественный резонанс, по результату которого её заместитель Евгения Сухорукова получила условный срок, сама Галина Ширшина в декабре 2015 года решением Петрозаводского городского совета была отстранена от должности. Партия «Яблоко», выступившая в их защиту, была снята с выборов в горсовет[когда?]

. В 2017 году Александр Худилайнен ушёл в отставку.

## После отставки с поста главы
С 2016 года — советник председателя партии «Яблоко» Эмилии Слабуновой.
На выборах в Государственную думу (2016) входила в первую десятку федерального партийного списка партии «Яблоко» (восьмое место в списке).
30 августа 2016 года возглавляемый ею список «Яблока» на выборах в Петрозаводский городской совет был снят местной избирательной комиссией по жалобе партии «Родина» по причине нарушений, допущенных при оформлении документов.
С 1 ноября 2017 до 9 сентября 2019 года Галина Ширшина работала директором Олонецкого молочного комбината. Ширшина отметила в интервью, что продолжает заниматься политикой: «Я остаюсь советником председателя Яблока Эмилии Слабуновой. Партия ничего не потеряла, а, наоборот, приобрела директора». Олонецкий комбинат находится в сфере влияния предпринимателя, бывшего спикера петрозаводского горсовета Василия Попова. Ранее его возглавляла его жена Анастасия Кравчук. Во время конфликта с Александром Худилайненом против Василия Попова было возбуждено уголовное дело, и он эмигрировал в Финляндию.
В 2021 году отказалась от участия в Выборах кандидатом в депутаты Государственной думы и Заксобрания Республики Карелия, по результату которых партия «Яблоко» набрала 8,54%, получив в региональном парламенте два места. Сама Галина Ширшина заявила, что сосредоточилась на развитии торговой сети «Олония» (АО «Олонецкий молочный комбинат»).

## Признание и награды
В декабре 2015 года Ширшина стала лауреатом премии РБК в категории «Государственный человек» с формулировкой 
За открытую политику в регионе, отстаивание принципов местного самоуправления и смелость в принятии решений.

## Интервью
- Шлосберг Live. Галина Ширшина // ГражданинЪ TV. 18 февраля 2018.